# Даирбеков, Муслимбай
Муслим Даирбеков (каз. Мүсілімбай Дайырбеков; 28 сентября 1938; Толебийский район, Южно-Казахстанская область, КазССР, СССР) — советский и казахский врач-стоматолог, заслуженный врач Казахской ССР (1974), отличник здравоохранения СССР (1979) и Казахстана (1998). Заслуженный деятель Казахстана (2007).

## Биография
Даирбекулы Муслим родился 28 сентября 1938 года в селе Георгиевка Толебийского района Южно-Казахстанской области. Происходит из рода жаныс племени дулат
В 1960 году окончил стоматологическое отделение Алматинского медицинского училища и в 1967 году по специальности врач-стоматолог Алматинского государственного медицинского института.
Трудовую деятельность начал в 1960 году стоматологом Панфиловского района Алматинской области.
С 1960 по 1967 год — врач-стоматолог Панфиловской и Балхашской районной больницы Алматинской области, лечебного объединения села Баканас и санатория «Алма-Арасан».
С 1967 по 1972 год — врач-стоматолог стоматологической поликлиники г. Алматы.
С 1972 по 1991 год — заведующий ортопедическим отделением, заместитель главного врача Центральной клинической больницы города Алматы.
С 1991 по 2000 год — директор вновь открывшейся Алматинской городской стоматологической поликлиники № 2.
С 2000 года по настоящее время, в связи с приватизацией ГСП №2 был назначен на должность директора Стоматологической клиники «Шипа-Дент».
Неоднократно избирался депутатом районого и городского Совета народных депутатов.
С 2007 года — президент Центрального клуба стоматологов Казахстана, председатель Общества ветеранов Казахстанского бокса.

## Награды и звания
- 1974 — присвоено почётное звание «Заслуженный врач Казахской ССР» — за выдающиеся заслуги в области медицины. Первым среди врачей стоматологов Казахстана удостоен почетного звания Заслуженный врач Республики.
- 1979 — нагрудный знак ««Отличник здравоохранения СССР»»
- 1981 — Орден Трудового Красного Знамени
- 1994 — нагрудный знак «Отличник здравоохранения Республики Казахстан»
- 2001 (10 декабря) — Орден Курмет (Почёт)[2]
- 2003 — Почётный гражданин Толебийского района ЮКО
- 2007 (7 декабря) — Указом президента РК награждён почетным званием «Заслуженный деятель Казахстана» (Қазақстанның еңбек сіңірген қайраткері) — за вклад в развитие отечественной медицины и общественную активность.
- 2007 — нагрудный знак и звания «Почётный стоматолог Казахстана»
- 2008 — Медаль «10 лет Астане»
- 2008 — Почётная грамота Президента Республики Казахстан с вручением нагрудного знак «Алтын барыс» — за выдающиеся заслуги в области медицины и в связи с 70-летием со дня рождения.
- 2011 — Медаль «20 лет независимости Республики Казахстан»
- 2012 — Орден Парасат
- 2016 — Медаль «Ветеран труда Казахстана»
- 2018 (5 декабря) — Орден Достык 2 степени[3]
- 2019 (15 сентября) — Почётный гражданин Алматы[4][5]

## Семья
- Женат. Супруга – Даирбекова Нэлли Каиргалиевна (1941 г. р.).
- Сыновья – Даирбеков Мухтар (1966 г. р.), Даирбеков Аскар (1970 г. р.); дочь – Даирбекова Сауле (1978 г. р.).